# Прима (интервал)
При́ма (лат. prima — первая) — музыкальный интервал шириной в одну ступень, то есть образованный двумя звуками одного тона (например до — до, до — до-диез), обозначается цифрой 1.

## Разновидности примы
- Чистая прима — интервал в одну ступень и ноль тонов, то есть точное повторение одного и того же звука, иначе называется унисоном. Обозначается ч. 1

- Увеличенная прима — хроматический интервал величиной в полутон. Энгармонически равна малой секунде, обозначается ув. 1

- Дважды увеличенная прима — интервал в одну ступень и в один целый тон. Энгармонически равна большой секунде, обозначается дв. ув. 1. Может быть построена на тех ступенях, которые допускают альтерацию как вверх, так и вниз, то есть на II пониженной в мажоре и на IV пониженной в миноре. В обоих случаях разрешается в большую терцию (в мажоре — на I ступени, в миноре — на III).

- Уменьшённая прима теоретически невозможна, однако в полифонии такое понятие иногда используется для обозначения интервала величиной в полтона, образующегося при пересечении линий двух соседних голосов.

## Другие значения в музыке
- Примой иногда называют основной тон аккорда
- Название сопрановой разновидности некоторых инструментов (например, балалайка-прима)
- A prima vista или Р. v. обозначает исполнение пьесы без приготовления, с листа (à première vue).
- Prima volta — надпись над повторяемой фразой при первом её исполнении.